# International Basketball Association 2000-2001
La stagione IBA 2000-01 fu la sesta e ultima della International Basketball Association. Parteciparono 10 squadre divise in due gironi.
Rispetto alla stagione precedente si aggiunsero i Siouxland Bombers. I Black Hills Gold si trasferirono a Mitchell, nel Dakota del Sud, cambiando nome in South Dakota Gold, mentre i Rochester Skeeters divennero i Salina Rattlers dopo il trasferimento a Salina.

## Squadre partecipanti
- Billings RimRockers
- Dakota Wizards
- D.M. Dragons
- Fargo-Moor. Beez
- Magic C. Snowbears
- Salina Rattlers
- Saskatc. Hawks
- Siouxland Bombers
- South Dakota Gold
- Winnipeg Cyclone

## Classifiche

### East Division
| Squadra             | V  | P  | %    | GB |
| ------------------- | -- | -- | ---- | -- |
| Des Moines Dragons  | 28 | 12 | 70,0 | -  |
| South Dakota Gold   | 21 | 19 | 52,5 | 7  |
| Siouxland Bombers   | 19 | 21 | 47,6 | 9  |
| Fargo-Moorhead Beez | 15 | 25 | 37,5 | 13 |
| Salina Rattlers     | 9  | 31 | 22,5 | 19 |

### West Division
| Squadra              | V  | P  | %    | GB |
| -------------------- | -- | -- | ---- | -- |
| Dakota Wizards       | 30 | 10 | 75,0 | -  |
| Billings RimRockers  | 26 | 14 | 65,0 | 4  |
| Saskatchewan Hawks   | 21 | 19 | 52,4 | 9  |
| Magic City Snowbears | 20 | 20 | 50,0 | 10 |
| Winnipeg Cyclone     | 11 | 29 | 27,5 | 19 |

## Play-off

### Semifinali di division
| Arbitri: | Jeff Risk Randy Bickham |

|            |       |          |
| Johnson 28 | Punti | 25 Irvin |

| Arbitri: | Rick Degagne Dave Bauman |

|          |       |             |
| Hyatt 14 | Punti | 25 Rutledge |

| Arbitri: | Justin Ingalls Bernie Hendricks |

|             |       |           |
| Williams 23 | Punti | 27 Cooper |

| Arbitri: | T.C. Williams Pat Anderson |

|            |       |            |
| Williams23 | Punti | 22 O'Quinn |

| Arbitri: | Pat Anderson Tom Mauer |

|          |       |                   |
| Young 28 | Punti | 21 Coleman, Davis |

| Arbitri: | Myron Shields Ben Franson |

|          |       |          |
| Davis 43 | Punti | 33 Hicks |

| Mitchell 3 marzo 2001                         | South Dakota Gold | 90 – 98 (d.1t.s.) (29-21, 52-40, 67-73, 85-85) | Siouxland Bombers |  |
| \| \| \| \| \| Dye 25 \| Punti \| 25 Davis \| |                   |                                                |                   |  |
|                                               |                   |                                                |                   |  |
| Dye 25                                        | Punti             | 25 Davis                                       |                   |  |

| Arbitri: | Ron Bailey James Winfrey |

|           |       |          |
| Levett 35 | Punti | 20 Green |

| Billings 4 marzo 2001, ore 19:30 | Billings RimRockers | 113 – 99 | Saskatchewan Hawks | MetraPark |

| Arbitri: | Kelly Duneman Randy Bickham |

|          |       |           |
| Green 29 | Punti | 33 Capers |

### Finali di division
| Arbitri: | James Ricketts Tom Mauer |

|          |       |            |
| Young 20 | Punti | 24 Ellison |

| Arbitri: | Bob Schoewe John Fullerton |

|         |       |          |
| Mack 31 | Punti | 36 Hicks |

| Arbitri: | Ron Bailey Sheldon Kozlovsky |

|         |       |             |
| Winn 31 | Punti | 29 Rutledge |

| Arbitri: | Randy Bickham Aldon Donston |

|             |       |           |
| Rutledge 26 | Punti | 21 Levett |

### Finale IBA
| Arbitri: | Pat Anderson Bernie Hendricks |

|           |       |         |
| Walker 18 | Punti | 23 Rice |

| Arbitri: | Bob Schoewe Matt Maloney |

|          |       |             |
| Nurse 24 | Punti | 22 Rutledge |

| Arbitri: | Mark Riggs John Kirkeby |

|             |       |           |
| Rutledge 23 | Punti | 22 Walker |

| Bismarck 19 marzo 2001                               | Dakota Wizards | 92 – 85 (22-25, 47-47, 63-64) | Des Moines Dragons | Bismarck Civic Center (2.198 spett.) |
| \| \| \| \| \| Johnson 26 \| Punti \| 28 Williams \| |                |                               |                    |                                      |
|                                                      |                |                               |                    |                                      |
| Johnson 26                                           | Punti          | 28 Williams                   |                    |                                      |

| Bismarck 20 marzo 2001                          | Dakota Wizards | 73 – 65 (13-14, 30-35, 51-49) | Des Moines Dragons | Bismarck Civic Center (4.363 spett.) |
| \| \| \| \| \| Beard 17 \| Punti \| 19 Nurse \| |                |                               |                    |                                      |
|                                                 |                |                               |                    |                                      |
| Beard 17                                        | Punti          | 19 Nurse                      |                    |                                      |

### Tabellone
|  | Semifinali di division | Semifinali di division | Semifinali di division |           |            | Finali di division | Finali di division | Finali di division |  |  | Finale IBA | Finale IBA | Finale IBA |  |
|  |                        |                        |                        |           |            |                    |                    |                    |  |  |            |            |            |  |
|  | 1e                     | Des Moines             | 2                      |           |            |                    |                    |                    |  |  |            |            |            |  |
|  | 1e                     | Des Moines             | 2                      |           |            |                    |                    |                    |  |  |            |            |            |  |
|  | 4e                     | Fargo-Moorhead         | 0                      |           |            |                    |                    |                    |  |  |            |            |            |  |
|  | 4e                     | Fargo-Moorhead         | 0                      |           | 1e         | Des Moines         | 2                  |                    |  |  |            |            |            |  |
|  |                        |                        |                        |           | 1e         | Des Moines         | 2                  |                    |  |  |            |            |            |  |
|  |                        |                        | 3e                     | Siouxland | 0          |                    |                    |                    |  |  |            |            |            |  |
|  | 3e                     | Siouxland              | 3e                     | Siouxland | 0          | 2                  |                    |                    |  |  |            |            |            |  |
|  | 3e                     | Siouxland              |                        |           |            |                    |                    |                    |  |  |            |            |            |  |
|  | 2e                     | South Dakota           | 1                      |           |            |                    |                    |                    |  |  |            |            |            |  |
|  | 2e                     | South Dakota           | 1                      |           | Des Moines | Des Moines         | 2                  |                    |  |  |            |            |            |  |
|  |                        |                        |                        |           |            |                    |                    |                    |  |  |            |            |            |  |
|  |                        |                        | Dakota                 | Dakota    | 3          |                    |                    |                    |  |  |            |            |            |  |
|  | 2w                     | Billings               | Dakota                 | Dakota    | 3          | 1                  |                    |                    |  |  |            |            |            |  |
|  | 2w                     | Billings               |                        |           |            |                    |                    |                    |  |  |            |            |            |  |
|  | 3w                     | Saskatchewan           | 2                      |           |            |                    |                    |                    |  |  |            |            |            |  |
|  | 3w                     | Saskatchewan           | 2                      |           | 3w         | Saskatchewan       | 0                  |                    |  |  |            |            |            |  |
|  |                        |                        |                        |           | 3w         | Saskatchewan       | 0                  |                    |  |  |            |            |            |  |
|  |                        |                        | 1w                     | Dakota    | 2          |                    |                    |                    |  |  |            |            |            |  |
|  | 4w                     | Magic City             | 1w                     | Dakota    | 2          | 0                  |                    |                    |  |  |            |            |            |  |
|  | 4w                     | Magic City             |                        |           |            |                    |                    |                    |  |  |            |            |            |  |
|  | 1w                     | Dakota                 | 2                      |           |            |                    |                    |                    |  |  |            |            |            |  |

## Vincitore
| Campione IBA 2001          |
| -------------------------- |
| Dakota Wizards (1º titolo) |

## Statistiche
| Categoria             | Giocatore      | Squadra              | Stat |
| --------------------- | -------------- | -------------------- | ---- |
| Punti per gara        | Mac Irvin      | Magic City Snowbears | 21,7 |
| Rimbalzi per gara     | Jason Williams | Des Moines Dragons   | 12,1 |
| Assist per gara       | Tim Winn       | Saskatchewan Hawks   | 7,2  |
| Palle rubate per gara | John Thomas    | Fargo-Moorhead Beez  | 2,8  |
| Stoppate per gara     | John Ford      | Des Moines Dragons   | 2,2  |
| FG%                   | Marcus Hicks   | Siouxland Bombers    | 62,6 |
| FT%                   | Rob Dye        | Siouxland Bombers    | 90,7 |
| 3FG%                  | H.L. Coleman   | South Dakota Gold    | 47,4 |

## Premi IBA
- IBA Most Valuable Player: Lonnie Cooper, Des Moines Dragons
- IBA Coach of the Year: Dave Joerger, Dakota Wizards e Mike Born, Des Moines Dragons
- IBA Rookie of the Year: Marcus Hicks, Siouxland Bombers
- IBA Defensive Player of the Year: Willie Murdaugh[16], Dakota Wizards
- IBA Sixth Man of the Year: Rasheed Brokenborough[17], South Dakota Gold
- All-IBA First Team
  - Lonnie Cooper, Des Moines Dragons
  - Jason Williams, Des Moines Dragons
  - DeRon Rutledge, Dakota Wizards
  - Kevin Rice, Dakota Wizards
  - Mac Irvin, Magic City Snowbears
- All-IBA Second Team
  - Lou Davis, Winnipeg Cyclone
  - Marcus Hicks, Siouxland Bombers
  - Tim Winn, Saskatchewan Hawks
  - Carl Boyd, Salina Rattlers
  - Fred Williams, Fargo-Moorhead Beez
- IBA Honorable Mention[18]
  - Michael Moten, Billings RimRockers
  - Katu Davis, South Dakota Gold
  - Melvin Levett, Saskatchewan Hawks
  - Donte Mathis, Billings RimRockers
  - John Thomas, Fargo-Moorhead Beez